# Edward Krasiński (historyk teatru)
Edward Krasiński – polski historyk teatru, profesor doktor habilitowany nauk humanistycznych.
Studia w zakresie filologii polskiej ukończył w 1955 na Katolickim Uniwersytecie Lubelskim. Doktorat zdobył w 1976 w Instytucie Sztuki Polskiej Akademii Nauk na podstawie napisanej pod kierunkiem Zbigniewa Raszewskiego rozprawy o życiu teatralnym Warszawy w dwudziestoleciu międzywojennym. W 1984 w tym samym Instytucie uzyskał habilitację na podstawie monografii opisującej życie i twórczość Stefana Jaracza. W 1992 otrzymał stopień profesora nauk humanistycznych. W 1999 otrzymał Krzyż Kawalerski Orderu Odrodzenia Polski.
Zawodowo związany był z Państwowym Wydawnictwem Naukowym, Państwowym Instytutem Wydawniczym, Wydawnictwami Artystycznymi i Filmowymi, warszawskim Muzeum Teatralnym oraz Instytutem Sztuki Polskiej Akademii Nauk. W latach 1993–2014 był redaktorem naczelnym "Pamiętnika Teatralnego". Jego zainteresowania badawcze związane są z dziejami teatru i dramatu polskiego w XX wieku.

## Monografie autorskie[9]
- Edmund Wierciński, Warszawa 1960
- Wanda Siemaszkowa, Warszawa 1963
- Teatr Jaracza: Ateneum 1928–1939, Warszawa 1970
- Warszawskie sceny 1918–1939, Warszawa 1976
- Stefan Jaracz, Warszawa 1983
- Teatr Polski Arnolda Szyfmana 1913–1939, Warszawa 1991
- Teatr Polski w Warszawie 1939–2002: w dziewięćdziesiątą rocznicę otwarcia (29 I 1913 – 29 I 2003), Warszawa 2002
- Arnold Szyfman: portret dyrektora w labiryncie teatru, Wydawnictwo Teatru Polskiego w Warszawie, Warszawa 2013